# Diocèse de N'Dali
Le diocèse de N'Dali (Dioecesis Ndaliensis) est un diocèse de l'Église catholique au Bénin, dont le siège est à N'Dali à la cathédrale Notre Dame des enfants de N'Dali.

## Évêques
- depuis le 22 décembre 1999 : Martin Adjou-Moumouni

## Territoire
Il comprend les communes de Bembéréké, Kalalé, N'Dali, Nikki, Pèrèrè et Sinendé dans le département de Borgou.

## Histoire
Le diocèse de N'Dali est érigé le 22 décembre 1999 par détachement de l'archidiocèse de Parakou.